# Maybe I'm Amazed
Pistes de McCartney
Singalong Junk Kreen-Akrore
Singles de Paul McCartney et les Wings
Let 'Em In
(1976) Seaside Woman
(1977)
Pistes de Wings over America
Medicine Jar Call Me Back Again
Maybe I'm Amazed est une chanson de Paul McCartney parue en 1970 sur son album McCartney. Cette déclaration d'amour à sa femme Linda est la chanson la plus travaillée de l'album, introduite au piano, et soutenue par un solo de guitare et des parties vocales tantôt douces, tantôt fortes. McCartney y joue de tous les instruments, s'occupe de toutes les parties de chant et du mixage et ne reçoit uniquement l'aide que de sa femme sur quelques harmonies. La chanson est enregistrée sous un faux nom dans les studios d'Abbey Road alors que les Beatles subissent leur séparation après 10 ans à jouer ensemble. 
Bien qu'elle ne soit pas initialement sortie en single, la chanson est un des premiers grands succès de la carrière solo de Paul McCartney et a été reconnue 338e plus grande chanson de tous les temps par le magazine Rolling Stone. En tournée, McCartney et les Wings en ont enregistrée une version live parue en single en 1977 pour promouvoir l'album Wings over America. Il se classe en dixième place aux États-Unis.
Maybe I'm Amazed est devenue une pièce maîtresse de l'œuvre de McCartney et appartient aux chansons incontournables de son répertoire solo en concert. Elle apparaît donc sur plusieurs compilations et albums live. Il la reprend aussi sur son album de musique classique Working Classical. Le 15 février 2015, il l'a joua en direct avec son groupe à l'émission célébrant le quarantième anniversaire de Saturday Night Live.

## Reprise
Le groupe britannique The Faces a repris la chanson sur leur second album Long Player en 1971. Joe Cocker l'a aussi reprise en 2004 sur son album Heart and Soul.